# タイムール・ビン・ファイサル
タイムール・ビン・ファイサル
（1886年 – 1965年1月28日、アラビア語: تيمور بن فيصل بن تركي）は、ブーサイード朝オマーンの君主（スルターン、在位：1913年10月5日 - 1932年2月10日）。

## 生涯

### スルターン即位前から退位まで
1886年にスルターン・ファイサル・ビン・トゥルキーの長子として誕生する。早期から父の後継者と目され、幼年期にインドのイートン校と呼ばれるマヨ・カレッジに留学した。1903年には父の代理としてインドを公式訪問し、その後ビドビド県知事などを歴任する。
ファイサルの治世からマスカットはオマーン内陸部の部族集団の攻撃に晒され、イギリス領インド政府の支援を受けてかろうじて独立を保っていた。ファイサルの治世の末期にはオマーン内陸部でイマームの指導下に置かれた政権（オマーン・イマーム国）が力を持ち始めていた。イマームの率いる反乱軍がニズワ、イズキ、サマイルなどを占領してマスカットに進軍する中、1913年10月にファイサルは病没し、3日の喪が明けた後にタイムールはスルターンの地位を継承した。
タイムールの元にイギリスからの援軍が送られ、アブダビの仲介によって反乱軍との会談の場が設けられたが、交渉は不成立に終わる。1915年1月にマスカットは3,000人の反乱軍の夜襲を受けるが、700人のイギリス兵によって反乱軍は撃退される。イギリスの仲介によって1920年9月にスィーブでタイムールと18の部族集団の間に和平条約が締結された（スィーブ条約）。交渉の結果、内陸部の部族に一定の自治を認め、スルターンがオマーン全体に行使する主権、対外交渉権の維持が確認される。
内戦によってオマーンの財政は悪化しており、イギリスからの借款に頼らざるを得ない状況に置かれていた。イギリスの影響を脱するためにタイムールはフランスから武器を購入し、オスマン帝国に経済援助を求めるが失敗に終わり、政治への意欲を失っていった。内政の混乱とイギリス領インド政府からの干渉に疲弊したタイムールは、息子のサイードにスルターンの地位を移譲しようと考えるようになった。
1918年にタイムールは療養と称してインドに行き、1920年に退位を宣言する。イギリスの説得を受けて退位宣言を取り消したものの、オマーンに帰国した後は南部のドファールに滞在する時間が多く、しばしばオマーンとインドを行き来した。イギリスの湾岸駐在代表に宛てた1931年11月17日付の手紙で再び退位を表明し、サイードから撤回を嘆願されても翻意することはなかった。1932年1月にイギリスの承認を受けて退位し、翌2月にサイードがスルターンに即位した。

### 退位後
退位したタイムールはインドからセイロン島に渡り、ビルマ、シンガポール、メッカ、ボンベイ（ムンバイ）などの土地を訪れる。1935年にタイムールは日本の神戸を訪れるが、かつてオマーンで面会した志賀重昂の影響を受けて日本に憧れを抱いていたためだと言われている。神戸のダンスホールで当時19歳だった大山清子と知り合ったタイムールは日本への永住を決意して再び日本に渡航し、翌1936年に明石で清子と日本式の三三九度の結婚式を挙げる。清子と結婚したタイムールは神戸市葺合区中尾町の邸宅に住み、清子との間に娘のブサイナをもうけるが、元国王という身分は隠して暮らしていた。1937年にサイードと弟のターリクが日本を訪問した際には、タイムールは二人を出迎えている。
タイムールと清子は円満な生活を送っていたが、やがて清子は結核に罹患する。1939年11月に清子は病死するが、この時タイムールはボンベイに滞在していたため、清子の最期を看取ることはできなかった。1940年に日本に戻ったタイムールは清子の墓を建てた後にブサイナを連れてオマーンに帰国し、娘を第一夫人の元に預けた。その後タイムールはボンベイに移住し、1965年に同地で没した。
タイムールは6度結婚し、5人の男子と1人の娘をもうけた。長男サイードとその子のカーブース、四男ターリクの子のハイサム
が国王（スルターン）となっている。